# Topcroft
Topcroft – wieś w Anglii, w hrabstwie Norfolk, w dystrykcie South Norfolk. Leży 16 km na południe od Norwich i 149 km na północny wschód od Londynu. W 2001 miejscowość liczyła 268 mieszkańców.